# Nguyễn Quân
Nguyễn Quân (sinh ngày 12 tháng 6 năm 1955) là một Tiến sĩ và chính khách Việt Nam. Ông nguyên là Ủy viên Ban Chấp hành Trung ương Đảng Cộng sản Việt Nam khóa XI, Bộ trưởng Bộ Khoa học và Công nghệ (Việt Nam).

## Tiểu sử
Tháng 5/1977 Nguyễn Quân là sinh viên tốt nghiệp loại giỏi của trường Đại học Bách Khoa Hà Nội và được giữ lại làm Giảng viên.
Từ tháng 12/1980 đến tháng 1/1983: Ông nhập ngũ trở thành chiến sỹ rồi trợ lý kỹ thuật Bộ Tư lệnh Quân chủng Không quân.
Tháng 2/1983 hết kỳ hạn tham gia quân ngũ, ông quay lại làm giảng viên Trường Đại học Bách khoa Hà Nội, đến năm 1986 được cử đi nghiên cứu sinh cao học tại Viện Công nghệ châu Á. Năm 1989 sau khi tốt nghiệp về nước được nhận chức Phó Trưởng Khoa.
Từ tháng 5/1999 bắt đầu thăng tiến, trở thành Trưởng phòng Tổ chức cán bộ, rồi Phó Hiệu trưởng Thường trực, Ủy viên Ban Thường vụ Đảng ủy Trường Đại học Bách khoa Hà Nội.

## Con đường chính trị
Từ tháng 8/2003: Nguyễn Quân được cử làm Vụ trưởng Vụ Tổ chức cán bộ, Ủy viên Ban cán sự Đảng Bộ Khoa học và Công nghệ
Tháng 9/2007 đến tháng 4/2016: Ông trở thành Ủy viên Ban cán sự Đảng, Thứ trưởng rồi Thứ trưởng Thường trực Bộ Khoa học và Công nghệ, Phó Bí thư Thường trực Đảng ủy Bộ Khoa học và Công nghệ. Tại Đại hội toàn quốc lần thứ XI của Đảng được bầu vào Ban Chấp hành Trung ương Đảng cộng sản Việt Nam. Tại kỳ họp thứ nhất Quốc hội khóa XIII, được Quốc hội phê chuẩn làm Bộ trưởng Bộ Khoa học và Công nghệ.
Tháng 4/2016: Tại kỳ họp thứ 11, Quốc hội khóa XIII, Quốc hội phê chuẩn, Chủ tịch nước miễn nhiệm chức vụ Bộ trưởng Bộ Khoa học và Công nghệ.